# 水島照子
水島 照子（みずしま てるこ、1920年 - 1996年9月20日）は、日本の主婦、著作家、発明家、社会評論家で、1973年に世界初のタイムバンク（時間銀行）を創設したことで知られる。

## 生い立ち
水島は、1920年に大阪市で商家の子として生まれた。彼女は学校の成績が良く、1939年にアメリカ合衆国へ留学する機会を与えられた。当初3年の予定であった留学は、日米・日中関係の悪化のため1年に短縮された。水島は短期間でディプロマを取得できる縫製の学科を選んで学んだ。
帰国後、彼女は結婚した。最初の娘が生まれたのは、太平洋戦争が始まったときであり、夫は程なくして陸軍に徴兵された。
戦時中から戦後にかけて、水島の縫製の技能は一家にとってかけがえのないものとなった。日本人が極度の物資不足に襲われる中、水島は野菜などと引き換えに、縫製の技能を提供した。この時期に彼女は、経済や、労働の相対的価値について、独自の考えを発展させることになった。
1950年、水島は、新聞社が公募した新生活創造への女性のアイデアを求めるエッセイ・コンテストに応募した。彼女のエッセイ「労力銀行」は新聞社の賞を受賞した。そのエッセイは、その後失われてしまったが、エッセイに盛り込まれたアイデアは、広く各紙の注目を集めることになった。
やがて水島は、生活評論家となり、その見解がラジオで放送されたり、新聞やテレビにも出演するようになった。全国放送をおこなう日本放送協会 (NHK) にも度々出演し、また全国各地を回って自身の考えを講演していった。

## ボランティア労力銀行
1973年彼女はボランティア労力銀行（後のボランティア労力ネットワーク）を組織した。1978年の時点で、この「銀行」は約2,600人の会員が参加する規模にまで成長した。会員には、十代の若者から、70代の高齢女性まで、あらゆる世代の人々が参加した。会員の大多数は30代から40代の家庭の主婦たちであった。会員は、全国各地160ほどの地域支部に分かれ、水島の自宅に置かれた本部から調整がおこなわれていた。
1979年には、第1回エイボン賞において水島個人に功績賞が贈られ、労力銀行にも金賞が贈られた。
1983年の時点で、このネットワークは、3,800人以上の会員、262支部の組織をもち、カリフォルニア州にも支部が設置されていた。
優先されていた事業は、高齢者の介護であった。2000年に介護保険制度が導入されるまで、日本には国家に基礎を置く高齢者介護の制度は存在していなかったので、介護はほぼ全面的に無給の女性家族労働によって担われていた。家族のいない高齢者の場合、選択の余地は限られており、ボランティア労力銀行はこのサービスにおけるギャップを埋める役割を果たした。
この運動は、明示的な女性解放運動ではなかったが、その目的とするところの多くをフェミニズムと共有していたし、時期的にも、高等教育を受けた未婚の女性たちが日本において新たな文化的勢力となり、多数の新しい女性組織が生まれた頃と重なっていた。
1996年に水島が死去した時点では、約4,000人の会員、326支部があったが、以降、ボランティア労力銀行は衰退し、2007年の時点では1,000名足らずの会員数となった。ボランティア労力銀行は、2000年に特定非営利活動法人となり、2001年にはボランティア労力ネットワークと改称された。

## おもな著作
- 『プロの主婦・プロの母親 : ボランティア労力銀行の10年』ミネルヴァ書房、1983年
- 『楽しい生活設計』ミネルヴァ書房、1984年
- 『豊かさの生活学 : 協合家族とボランティア労力銀行』ミネルヴァ書房、1992年